# جزنی (نام خانوادگی)
جزنی نام خانوادگی افراد زیر است:
- بیژن جزنی (۱۳۱۶-۱۳۵۴)، فعال سیاسی ایرانی
- منور جزنی (۱۳۰۱-۱۳۹۲)، مترجم ایرانی
- منیر اصفیا (جزنی) (۱۲۹۸-۱۳۸۳)، روزنامه‌نگار و مترجم ایرانی